# 阿尔莫什德
阿尔莫什德，是匈牙利豪伊杜-比豪尔州所辖的一个村。总面积34.13平方公里，总人口1573，人口密度46.1人/平方公里（2011年1月1日）。